# Kalotový model

Kalotový model benzenu

Kalotový model je v chemii jeden z několika typů 3D modelů molekuly. V kalotovém modelu jsou atomy reprezentovány kuličkami (kulovými úsečemi), které na sebe přímo navazují. Tyto kuličky mají poloměr úměrný poloměru skutečných atomů a vzdálenosti mezi středy těchto kuliček jsou také přímo úměrné délkám vazeb u skutečných atomů.